# آبهیرامی
آبهیرامی (انگلیسی: Abhirami؛ زادهٔ ژوئیه ۱۹۸۳ (۴۲ سال)) بازیگر هندی و مجری تلویزیون است. او در فیلم‌های مالایالم، تامیل، تلوگو و کنادا بازی کرده‌است.

## زندگی شخصی
آبهیرامی با راهول پاوانان، نوهٔ نویسنده پاوانان، ازدواج کرده‌است.

## فیلم‌شناسی
| سال  | نام فیلم        | نقش           | زبان     | نکات         | مرجع. |
| ---- | --------------- | ------------- | -------- | ------------ | ----- |
| ۱۹۹۵ | مرد داستان      | بازیگر خردسال | مالایالم |              |       |
| ۲۰۰۴ | ویروماندی       | آنالاچمی      | تامیل    |              |       |
| ۲۰۱۵ | در سن ۳۶ سالگی  | سوزان         | تامیل    | حضور ویژه    | [ ۳ ] |
| ۲۰۱۸ | آمر اکبر آنتونی | مادر آمر      | تلوگو    | حضور ویژه    |       |
| ۲۰۲۱ | سلطان           | آنالاکشمی     | تامیل    | حضور افتخاری |       |